# Rui Barros
Rui Gil Soares de Barros (ur. 24 listopada 1965 w Lordelo) – portugalski piłkarz, występujący na pozycji ofensywnego pomocnika, w latach 2006–2010 pracujący jako asystent trenera w klubie FC Porto.
Rozpoczynał swoją karierę w małym S.C. Covilhã, jednak na szerokie wody wypłynął dopiero grając w Varzim SC. W jego barwach zadebiutował w reprezentacji Portugalii (29 marca 1987 w Funchal). Po rocznym pobycie w tym klubie został oddany do FC Porto, gdzie w 34 występach strzelił 12 bramek. Po takiej dyspozycji i zdobyciu Pucharu Interkontynentalnego o jego usługi walczyło wiele klubów europejskich, ostatecznie trafił jednak do Juventusu. W barwach Starej Damy grał fantastycznie, w 1988 odebrał nagrodę dla najlepszego piłkarza kraju. Jego największymi sukcesami w barwach Juve było zdobycie Pucharu UEFA i Pucharu Włoch.
W 1990 Rui trafił do Francji, do AS Monaco. Z nim dwukrotnie był wicemistrzem kraju, raz zdobył puchar, święcił także triumf w Pucharze Zdobywców Pucharów, będąc podstawowym zawodnikiem zespołu ze Stade Louis II. W sezonie 1993/94 grał zaś w Olympique Marsylia, zdegradowanym za oszustwa prezydenta Bernarda Tapie do drugiej ligi. Już po roku powrócił do klubu z ojczyzny, w którym wiodło mu się najlepiej, czyli do FC Porto. 30-letni wówczas zawodnik nadal znajdował miejsce w podstawowym składzie Smoków, jednak z roku na rok jego dyspozycja była coraz to słabsza. Mimo tego pięciokrotnie święcił tytuł mistrzowski oraz dwukrotnie zdobycie krajowego pucharu. Zdecydował się na zakończenie przygody z piłką w wieku 35 lat. W kadrze zaliczył 36 meczów i strzelił 4 bramki.
Kiedy Co Adriaanse w sierpniu 2006 zrzekł się stanowiska pierwszego trenera FC Porto – piłkarz został tymczasowym menedżerem klubu, odnosząc dwie wygrane w meczach sparingowych z FC Portsmouth i Manchesterem City. Później, aż do roku 2010, pracował jako asystent Jesualdo Ferreiry.